# Abele fratricida
Abele fratricida è un cortometraggio italiano del 1912 con Luigi Maggi.

## Trama
Abele è un montanaro vedovo che adora sua figlia e ha ottimi rapporti con suo fratello. Quest'ultimo viene morso da un cane, diventa idrofobo e tenta di azzannare la nipotina. Per salvarla Abele deve sopprimere la bestia feroce insita nel fratello, e per farlo deve ucciderlo.

## Critica
(Vita Cinematografica, 31 maggio 1912)